# Altogermánico superior
El grupo altogermánico superior también llamado alto alemán superior (en alemán: Oberdeutsch, pronunciación: /ˈoːbɐˌdɔɪ̯tʃ/ⓘ) es un grupo de variedades lingüísticas altogermánicas que se hablan en Alemania, Austria, Liechtenstein, Suiza, Francia e Italia.
A diferencia del bajo alemán, las variedades del alemán superior (y central) experimentaron la segunda mutación consonántica. Como resultado, algunas consonantes que en bajo alemán son plosivas, en alemán superior son fricativas o africadas. La línea de Espira separa la región del alemán central, al norte, de la del alemán superior, al sur.

## Clasificación
El alto alemán superior se suele dividir en dos bloques, el alemánico y el austro-bávaro. No obstante, los dialectos del alto franconio, hablados hasta la isoglosa marcada por la línea de Espira, también suelen incluirse dentro del alemán superior. Existe debate sobre si deberían incluirse en el alemán superior o en el central, ya que presentan rasgos de ambos y se les suele considerar como hablas de transición entre ambos grupos. El antiguo idioma lombardo, actualmente extinto, también presentaba la segunda mutación consonántica, por lo que se le considera una forma primitiva del alemán superior.
- Alto franconio
  - Alto franconio oriental
  - Alto franconio meridional
- Alemánico (alemán: Alemannisch)
  - Suabo (alemán: Schwäbisch, hablado en Suabia)
  - Bajo alemánico (alemán: Niederalemannisch)
    - Alsaciano (alemánico y alemán: Elsässisch, hablado en Alsacia, Francia)
    - Alemán coloniero (hablado en Venezuela)
    - Alemán de Basilea (alemán de Basilea: Baslerdüütsch, Alemán: Baseldeutsch)

  - Alto alemánico (alemánico y alemán: Hochalemannisch)
    - Alemán de Berna (bernés: Bärndütsch, alemán: Berndeutsch)
    - Alemán de Zürich (alemán: Zürichdeutsch, alemán de Zürich: Züritüütsch)

  - Alemánico superior (alemánico y alemán: Höchstalemannisch)
    - Alemán de Valais (alemán: Walliserdeutsch, alemán de Valais: Wallisertitsch, hablado en el Cantón del Valais, Suiza)
      - Alemán de Walser (alemán: Walserdeutsch)
- Austro-bávaro (bávaro: Boarische Språch, alemán: Bairisch, hablado en Austria, Tirol del Sur (Italia) y en Baviera, Alemania)
  - Austro-bávaro septentrional (bávaro: Nordboarisch, alemán: Nordbairisch, hablado en Alto Palatinado, Baviera)
  - Austro-bávaro central (bávaro: Mittelboarisch, alemán: Mittelbairisch, hablado en Baviera y Austria)
    - Alemán de Viena (alemán: Wienerisch, hablado en Viena y otras partes de Austria)
    - Alemán de Múnich (alemán: Münchnerisch, hablado en Múnich, Baviera)

  - Austro-bávaro meridional (bávaro: Südboarisch, alemán Südbairisch, hablado en Austria y el Tirol de Sur, Italia)
    - Surtirolés (bávaro: Südtiroulerisch, alemán Südtirolerisch)

  - Cimbriano (alemán: Tzimbrisch, en italiano: lingua cimbra, hablado en Italia nororiental)
  - Mócheno (italiano: lingua mòchena, hablado en Trentino, Italia)
  - Sappadino o Plodarino (alemán: Plodn o Plodarisch, italiano Sappadino, hablado en Sappada, Provincia de Udine, Friuli-Venecia Julia, Italia
  - Alemán huterita (alemán: Hutterisch, hablado en por comuidades huteritas en Canadá y Estados Unidos)

## Características
Las lenguas altogermánicas superiores se diferencian de las altogermánicas centrales en que las primeras experimentaron completamente la mutación consonántica p > pf (Apfel en vez de Appel y Pfund en vez de Pund). La isoglosa que marca el límite septentrional de las lenguas altogermánicas superiores de acuerdo con esta definición se denomina línea de Espira. Además, hay otras características morfosintácticas y fonológicas que se consideran típicas del altogermánico superior, aunque no necesariamente se dan en todos sus dialectos ni son exclusivas de ellos:
- La pérdida del tiempo pretérito y el uso en su lugar del perfecto como tiempo narrativo
- Para formar el perfecto, se utiliza el auxiliar sein en lugar de haben con los verbos stehen, sitzen y liegen
- La síncope del prefijo ge- a g- (p.ej. Gschenk por Geschenk)
- Los sufijos de diminutivo no derivan de -chen, sino de -lein (-le, -la, -li, -el, -l, etc.)
- La extinción de la ch en nicht (net, nit, nöt, etc.)
- La conservación de los diptongos crecientes del alto alemán medio ie, ue y üe (p.ej. liebe guete Brüeder)
- La reducción del pronombre personal ich a i
- La apócope de la -n en la sílaba átona final -en (p.ej. singe por singen)
- La pronunciación sorda de la s al inicio de palabra